# Caecum elegantissimum
Caecum elegantissimum là một loài ốc biển nhỏ, là động vật thân mềm chân bụng sống ở biển trong họ Caecidae.